# Língua mono
Mono (IPA|m|oʊ|n|oʊ) é uma língua ameríndia dos Estados Unidos do grupo Númica das línguas uto-astecas, a língua ancestral dos Monos (tribo). O mono consiste em dois dialetos, "oriental" e "ocidental". O nome "Monachi" é comumente usado em referência ao Mono Ocidental ou "Owens Valley Paiute" em referência ao Mono Oriental. Em 1925, Alfred Kroeber avaliou que a Mono tinha 3.000 a 4.000 falantes. Em 2010, apenas cerca de 40 idosos falam Mono como sua primeira língua. É classificada como língua ameaçada de extinção conforme o Livro Vermelho das Línguas Ameaçadas da UNESCO. É falado nas montanhas do sul de Serra Nevada (Estados Unidos), Mono Basin, e Owens Valley da região centro-leste Califórnia. Mono está mais intimamente relacionado com a língua paiúte setentrional; essas duas são classificadas no o grupo ocidental das Númicas.

## Morfologia
Mono é uma linguagem aglutinativa, na qual as palavras usam complexos de sufixos para uma variedade de finalidades, com vários morfemas unidos.

## Fonologia
Abaixo é dado o inventário do Mono Northfork Ocidentalcomo apresentado por Lamb (1958)

### Vogais
|          | Frontal | back não arredondada | Posterior arredondada |
| -------- | ------- | -------------------- | --------------------- |
| Alta     | i       | y                    | u                     |
| Não Alta | e       | a                    | o                     |

### Consoantes
|           | Bilabial | Coronal | Palatal | Velar       | Velar | Uvular      | Uvular           | Glotal           |
| plana     | Bilabial | Coronal | Palatal | labializada | plana | labializada |                  | Glotal           |
| --------- | -------- | ------- | ------- | ----------- | ----- | ----------- | ---------------- | ---------------- |
| Nasal     | m        | n       |         |             |       |             |                  |                  |
| Oclusiva  | p        | t       |         | k           | kʷ    | q           | Predefinição:Ipa | Predefinição:Ipa |
| Africada  |          | ts      |         |             |       |             |                  |                  |
| Fricativa |          | s       |         | x           |       |             |                  | h                |
| Semivogal |          |         | j       |             | w     |             |                  |                  |

### Suprassegmental
Lamb (1958) também descreveu quatro características suprassegmentais que atribuiu ao status fonêmico.

### Revitalização
- Onishi, Norimitsu (17 de junho de 2012). «With Casino Revenues, Tribes Push to Preserve Languages, and Cultures». The New York Times. p. 14
- Charles McCarthy (14 de outubro de 2007). «Learning an almost lost language; The few Mono Indians remaining who speak their tongue are passing it down to children to preserve culture.». The Fresno Bee. Consultado em 9 de julho de 2012
- James May (11 de julho de 2003). «Defying the Silence, Part 2: A Race Against Time». Indian Country Today. Consultado em 9 de julho de 2012